# Національна ідентичність (Ентоні Сміт)
Національна ідентичність – монографія професора Оксфордського університету і дослідника у галузі націоналізму та етнічності Лондонської школи економіки Ентоні Дейвід Сміта, написана у 1991 році. У праці наскрізною темою постає питання про сутність національної ідентичності, про головні риси й прикмети, що становлять основу національної самобутності і своєрідності.

## Основні ідеї
У книзі Е.Сміт виділяє чотири основні напрямки дослідження, а саме:
1. Перший напрямок - це характерні риси національної ідентифікації, протиставленої іншим різновидам колективної культурної ідентифікації.
2. Другий напрямок - роль різних етнічних основ у формуванні сучасних націй і способи виникнення тих націй на початку новітньої доби у Європі.
3. Третій напрямок - природа різних видів націоналістичних ідеологій і символізмів та їхній вплив на формування територіальної і етнічної політичних ідентичностей.
4. Четвертий напрямок - політичні наслідки різних видів національної ідентичності, їхній потенційний вплив на виникнення етнічних конфліктів, можливі шанси заміни ідентичностей та ідеологій, що призводять до такої місцевої нестабільності.

## Зміст
Розділ 1: огляд різних видів колективної культурної ідентичності, щоб висвітлити осібні риси національної ідентичності.
- Автор виділяє два аспекти національної ідентичності: колективний та індивідуальний. За Ентоні Смітом, існує три типи колективної ідентичності. У першому типі провідним чинником виступає категорія роду, яка є найголовнішою, оскільки створює умови для колективних дій. У другому типі провідну роль отримує поняття простору і території. Цей тип ідентичності, за переконаннями автора, володіє значною об’єднувальною силою. Третій тип колективної ідентичності - соціоекономічний, категорія соціального класу. Релігійна та етнічна ідентичність дуже подібні і пов’язані між собою, адже в їхній основі лежить поєднання таких елементів, як культура, міфи, символи та традиції. За приклад Е.Сміт бере поляків, сербів, персів - етнічні спільноти, ідентичність яких опирається якраз на релігійну складову.[2]

Розділі 2: розглянуто етнічні основи сучасних націй та визначено їхні риси, рушійні сили і потенціал виживання.
Розділі 3: показано два головні шляхи утворення націй і пояснено, чому перші сучасні національні держави сформувалися на Заході.
- На початку новітньої доби в Європі вперше проступила різниця між процесом бюрократичної інкорпорації нижчих верств та навколишніх етнічних груп, який здійснюють сильні держави, засновані аристократичними етнічними спільнотами, і мобілізацією «народу» в народні етнічні спільноти, провадженою інтелектуалами та інтелігенцією. Проте згодом ці обидва  шляхи з’явились і на решті континентів, становлячи незмінний мотив культури і політики сучасного світу.[3]

Розділі 4: розглянуто концепцію націоналізму як ідеології, мови і почувань, названо символи, обряди та звичаї, пов’язані з національною ідентичністю, відмежовано територіальний різновид націоналізму від етнічного.
Розділи 5 і 6: присвячені шляхам формування територіального та етнічного різновидів національної ідентичності та їхньому впливу на політику в різних частинах світу:
- Розділ 5: тут ідеться про формування територіальних політичних спільнот з колишніх імперій і колоній та способи, якими інтелігенція сприяє утворенню  проектованих «громадянських націй».
- Розділі 6: описано хвилі народного «етнонаціоналізму» в Східній Європі і на Середньому Сході в XIX ст., в Африцій Азії у XX ст., у Європі та Радянському Союзі після 1960 р. У кожному випадку відбувався майже однаковий процес «народно-культурної мобілізації», мобілізації народу на основі його тубільної культури й історії і через них; та мобілізація становила виклик наявній системі держав і сприяла могутнім рухам етнічного сепаратизму та іредентизму, хоча їхні форми і тривалість були різні.

Розділ 7: висвітлено перспективи нового «постнаціонального світу», світу без націоналізму і, можливо, без націй.